# Peter (Kater)
Peter (* um 1929; † nach 1946) war der zweite Chief Mouser to the Cabinet Office.

## Als Chief Mouser
Peter diente als Mäusejäger in der Downing Street No. 10 zwischen 1929 und 1946 und unter den Premierministern Stanley Baldwin, Ramsay MacDonald, Neville Chamberlain, Winston Churchill und Clement Attlee. Es wurde täglich ein Penny veranschlagt, um Peter zu füttern.
Zwischen 1937 und 1943 bekam er Unterstützung von Munich Mouser, der während Peters Zeit unter Neville Chamberlain und Winston Churchill ebenfalls Mäusejäger war. Unter Churchill war ab 1940 auch der Kater Nelson als Chief Mouser im Dienst.
Nachdem er 1946 ausgemustert worden war, wurden Peter II und später Peter III seine Nachfolger.